# 吉原郵便局
吉原郵便局（よしわらゆうびんきょく）
- 静岡県富士市にある郵便局。本記事にて記述する。

吉原簡易郵便局（よしはらかんいゆうびんきょく）
- 富山県下新川郡入善町にある簡易郵便局。局番号は32720。
- 広島県東広島市にある簡易郵便局。局番号は51740。

吉原郵便局（よしわらゆうびんきょく）は静岡県富士市にある郵便局。民営化前の分類では集配普通郵便局であった。

## 概要
住所：〒417-8799 静岡県富士市国久保2-1-25
1871年（明治4年）の郵便制度発足にあたり東海道の各宿場に設けられた郵便取扱所を前身とする、日本で最も歴史ある郵便局の一つである。

### 併設施設
- ゆうちょ銀行吉原店（名古屋支店吉原出張所）：取扱店番号230110

## 沿革
- 1871年4月20日（明治4年3月1日） - 日本の近代郵便制度の創設とともに、吉原郵便取扱所として開設[1]。
- 1873年（明治6年） - 吉原郵便役所となる[1]。
- 1875年（明治8年）1月1日 - 吉原郵便局（四等）となる[1]。
- 1880年（明治13年） - 為替・貯金取扱を開始[1]。
- 1893年（明治26年）2月16日 - 吉原郵便電信局となる[1]。
- 1903年（明治36年）4月1日 - 通信官署官制の施行に伴い吉原郵便局となる[1]。
- 1951年（昭和26年）12月17日 - 吉原市本町から同市大字吉原へ移転。
- 1956年（昭和31年）9月21日 - 電話通話および和文電報受付事務の取扱を開始。
- 1956年（昭和31年）10月1日 - 鈴川郵便局より集配業務を移管[2]。
- 1974年（昭和49年）4月22日 - 富士市中央町一丁目から同市高嶺町に移転。
- 1976年（昭和51年）4月 - 庁舎新築竣工。
- 1998年（平成10年）9月1日 - 外国通貨の両替および旅行小切手の売買に関する業務取扱を開始。
- 2007年（平成19年）10月1日 - 民営化に伴い、併設された郵便事業吉原支店、ゆうちょ銀行吉原店に一部業務を移管。
- 2012年（平成24年）10月1日 - 日本郵便株式会社発足に伴い、郵便事業吉原支店を吉原郵便局に統合。

## 取扱内容

### 吉原郵便局
- 郵便、印紙、ゆうパック、内容証明
- 生命保険、バイク自賠責保険、自動車保険、がん保険、引受条件緩和型医療保険
- 「417-00xx」「417-08xx」区域（富士市の一部）の集配業務
- ゆうゆう窓口

### ゆうちょ銀行吉原店
- 貯金、貸付、為替、振替、振込、国際送金、外貨両替、トラベラーズチェック、国債、投資信託、変額年金保険
- ATM

## 周辺
- アピタ富士吉原店
- 静岡県立吉原高等学校

## アクセス
- 岳南電車岳南線 吉原本町駅から徒歩約19分
- 富士急静岡バス 昭和通り停留所下車
- 東名高速道路、西富士道路 富士ICから南東へ約1km
- 国道139号 国久保二丁目交差点を東へすぐ
- 駐車場あり：21台